# Walter Diemer
Walter Diemer (ur. 8 stycznia 1904 w Filadelfii, zm. 9 stycznia 1998 w Lancaster) – amerykański wynalazca, pracownik Fleer Corporation i twórca pierwszej użytecznej balonowej gumy do żucia (1928).